# DEDI
DEDI – Digitalna enciklopedija naravne in kulturne dediščine na Slovenskem je bila l. 2010 vzpostavljena kot javno dostopno spletno mesto, ki uporabniku omogoča pregledovanje vseh vrst naravne in kulturne dediščine v obliki tekstov, fotografij, zvočnih in video zapisov ter interaktivnega zemljevida.
Spletna enciklopedija DEDI omogoča napredne načine pregledovanja in povezovanja objektov nepremične, premične, žive kulturne dediščine in naravne dediščine (oz. naravnih vrednot). Med gradivo sodijo tako Dolina Triglavskih jezer, Žička kartuzija kot Lipa v Vrbi in virtualna knjiga iz napredne dediteke Martin Krpan z Vrha. 
Posebna pozornost je namenjena kategorizaciji in taksonomiji (razvrščanju in poimenovanju) dediščine, kar omogoča boljšo povezljivost različnih objektov dediščine.
V konzorciju interdisciplinarnega razvojno-raziskovalnega projekta DEDI je sodelovalo večje število vsebinskih partnerjev; XLAB – koordinator, Sinergise, Hruška, ZRC SAZU, GIS, NUK, ZAG in FF UL.
Pri izboru ponujenih vsebin izhajamo iz dediščine, ki je zapisana v uradnih registrih, pri ustvarjanju in predlaganju pa sodelujejo uporabniki – z 90000 sejami na leto in več kot 450 vnosi se je spletna enciklopedija DEDI uveljavila kot zanesljiv vir informacij o vseh vrstah dediščine na Slovenskem.